# مامفونو خاكيتلا
مامفونو خاكيتلا (مواليد 5 مارس 1960) عالمة رياضيات وعضوة مجلس الشيوخ من ليسوتو ، شغلت منصب وزيرة المالية من مارس 2015 إلى يونيو 2017.

## النشأة والتعليم
ولدت خاكيتلا في ماسيرو في 5 مارس 1960 للأبوين بينيت ماكالو وكارولين نتسيليسينغ ماسيشيل خاكيتلا . كان والدها روائيًا وصحفيًا وسياسيًا ووزيرًا سابقًا ، بالإضافة إلى كونه مساهمًا رئيسيًا في شركة المهلباني العقارية ، وترك لها ممتلكات كبيرة. كانت والدتها معلمة ومؤلفة ، وكانت واحدة من أوائل النساء التي نشرت أعمال كتابية في ليسوتو.
أكملت خاكيتلا تعليمها الابتدائي والثانوي في ماسيرو ، قبل حصولها على بكالوريوس التربية من جامعة ليسوتو الوطنية في عام 1980. حصلت على درجة الماجستير في التربية ودكتوراه في تعليم الرياضيات من جامعة ويسكونسن (1991). كانت أطروحتها بعنوان «تحليل امتحان شهادة ليسوتو للناشئين في الرياضيات وأثره على التعليمات».

## الحياة المهنية
كانت خاكيتلا محاضرًا في الرياضيات في الكلية الوطنية لتدريب المعلمين من 1981 حتى 1995 وأصبحت مديرًا مساعدًا للكلية. عملت في معهد إدارة التنمية في ليسوتو وبوتسوانا من عام 1996 حتى عام 2001 قبل أن تصبح مديرة لمركز الدراسات المحاسبية.
تم تعيين خاكيتلا كعضوة في مجلس الشيوخ من قبل رئيس الوزراء باكاليثا موسيسيلي في عام 2002 وشغلت منصب وزيرة الاتصالات والعلوم والتكنولوجيا من عام 2002 حتى عام 2004. في انتخابات ليتسو العامة عام 2007 ، خسرت مقعدها لكنها انتُخبت في الجمعية الوطنية كأحد أعضاء كونجرس ليسوتو من أجل الديمقراطية على قائمة حزبية للتمثيل النسبي قدمها حزب الاستقلال الوطني. شغلت منصب وزيرة التعليم والتدريب من عام 2007 حتى عام 2012. في عام 2011 ، كانت خاكيتلا واحدة من سبع وزيرات في مجلس الوزراء ، جنبًا إلى جنب: مانيت رامالي ، وماثابيسو ليبونو ، ومفو كينيليو راماتلابينغ ، ومبيو ماهاس- مويلوا ، وبونتسو سوزان ماتوميلو سيكاتلي . في 30 مارس 2015 عينت وزيرة للمالية .
في نوفمبر 2015 ، ترأست الجلسة المائة و اثنين لمجلس وزراء مجموعة دول إفريقيا والكاريبي والمحيط الهادئ.
في يوليو 2016 ، اتُهمت خاكتيلا بتسهيل رشوة لعقد حكومي كبير في قضية كانت مطروحة في المحاكم. وقامت بنفي هذا الادعاء.

## المنشورات
- Romberg، Thomas A.؛ Wilson، Linda؛ Khaketla، Mamphono (1989). "An examination of six standard mathematics tests for grade eight". National Center for Research in Mathematical Sciences Education.
- Romberg، T. A.؛ Wilson، L.؛ Khaketla، M. (1989). "The alignment of six standardized tests with the NCTM standards". National Summit on Mathematics Assessment convened by the Mathematical Sciences Education Board. Washington, DC.
- Romberg، Thomas A.؛ Wilson، Linda؛ Khaketla، 'Mamphono؛ Chavarria، Silvia (1992). "Curriculum and Test Alignment". في Thomas A. Romberg (المحرر). Mathematics Assessment and Evaluation: Imperatives for Mathematics Educators. SUNY Press. ص. 61–74. ISBN:9780791409008. مؤرشف من الأصل في 2021-08-31.

## روابط خارجية
- O'Connor، John J.؛ Robertson، Edmund F.، "مامفونو خاكيتلا"، تاريخ ماكتوتور لأرشيف الرياضيات
- الملف الحكومي